# Финский классический лицей (Выборг)
Финский классический лицей (фин. Viipurin klassillinen lyseo) — среднее общеобразовательное заведение, существовавшее в период с 1879 по 1940 год в Выборге. Выходящее главным фасадом на площадь Выборгских Полков здание бывшего лицея в центре города Выборга (улица Пушкина, дом 10) включено в перечень памятников архитектуры.

## История
В 1860-х годах в Великом княжестве Финляндском началось введение финского языка в официальное делопроизводство, сопровождавшееся проведённой в 1872 году реформой народного образования, предполагавшей снижение роли шведо- и немецкоязычных учебных заведений и создание сети финских классических и реальных лицеев, соответствовавших гимназиям и реальным училищам Российской империи. В связи с этим в 1879 году был открыт первый в Выборге финноязычный частный лицей. В соответствии с изданным в 1883 году указом императора Александра III на его основе с 1884 года начал действовать финский классический лицей — государственное восьмилетнее учебное заведение для мальчиков (девочки обучались в женской гимназии).

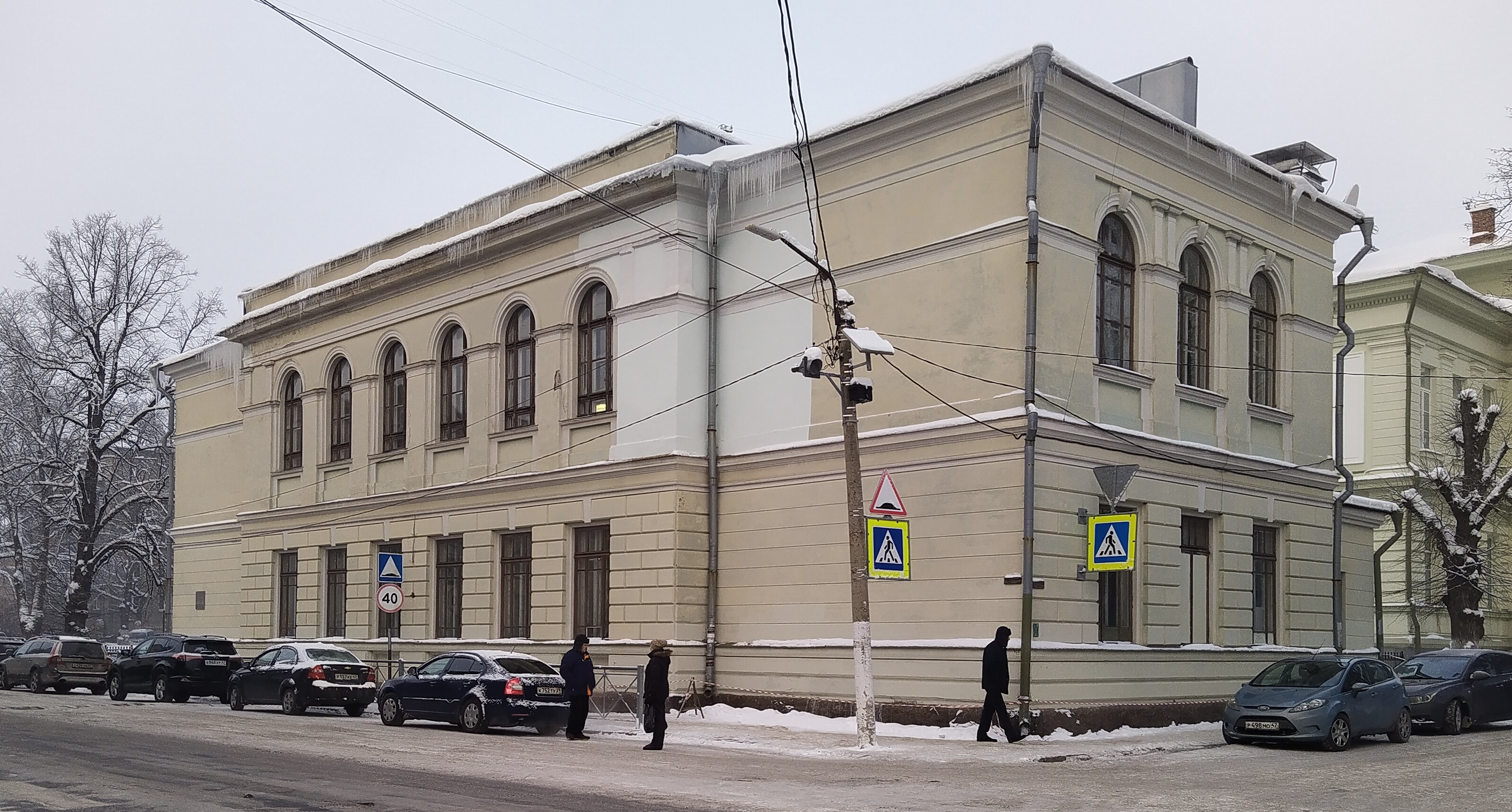
Гимнастический корпус

В конце XIX века в Выборге развернулось строительство нового городского центра на месте разобранных укреплений Рогатой крепости. Строительством руководил губернский архитектор Ю. Я. Аренберг, предпочитавший стиль неоренессанс. Кварталы в непосредственной близости от дома губернатора, лютеранской кирхи, почтамта и других учреждений заняли школьные здания, в том числе несколько корпусов возведённого в 1890-х годах классического лицея. Обращённый к площади парадный вход главного двухэтажного учебного корпуса в стиле неоренессанс украшен колоннами с антаблементом. Комплекс зданий включает также двухэтажный гимнастический и одноэтажный административный корпуса. По соседству было возведено здание финского реального лицея.
Финский классический лицей размещался в здании до 1940 года. Среди окончивших его — самый известный финский химик XX века А. И. Виртанен. Второго февраля 1940 года в здание лицея попали две бомбы. Имущество образовательного учреждения, закрытого после советско-финских войн (1939—1944), было частично передано вновь учреждённому классическому лицею в городе Куопио.
В послевоенное время отремонтированные помещения лицея последовательно занимали различные учебные заведения: педагогическое училище, позже преобразованное в учительский институт (1946—1957), средняя школа-интернат № 1 (1957—1979), учебно-производственный комбинат (1979—1991). С 1991 года бывший лицей входит в комплекс зданий Выборгской гимназии.
В течение длительного времени на фасаде здания находилась памятная доска, посвящённая вручению М. И. Калининым орденов и медалей красноармейцам и командирам в 1940 году во время парада на площади. В 2011 году текст с доски был перенесён на вновь открытую стелу «Город воинской славы».